# Roxforti diákok
Az alábbi kitalált személyek J. K. Rowling Harry Potter-sorozatának szereplői, a Roxfort Boszorkány- és Varázslóképző Szakiskola diákjai. Harry Potter, Hermione Granger, Ron Weasley, Ginny Weasley, Neville Longbottom, Luna Lovegood és Draco Malfoy önálló cikkben szerepelnek, a Weasley család tagjai (Percy, Fred és George) szintén.
A diákok házak szerint vannak csoportosítva.

## Griffendél

### Lavender Brown
|  | Alább a cselekmény részletei következnek! |

Lavender Brown Harry egyik évfolyamtársa. Legjobb barátja Parvati Patil. Mindketten sokra tartják Trelawney professzort, és minden jóslatát elhiszik, illetve komolyan veszik.
A Harry Potter és a Tűz Serlege c. kötetben Seamus Finnigannel megy el a karácsonyi bálba. A Harry Potter és a Főnix Rendje c. kötetben hazugnak tartja Harryt és Dumbledore-t, és elhiszi a Mágiaügyi Minisztérium és a Reggeli Próféta rágalmait. Azt gondolja, hogy Harry csak feltűnési vágyból mondja azt mindenkinek, hogy Voldemort visszatért. Később azonban mégis csatlakozik Dumbledore Seregéhez. Nagyon csalódott, amikor az edzéseken nem tudja megidézni a patrónusát.
Hatodikos korában randevúzni kezd Ron Weasleyvel, habár a fiú egyáltalán nem szerelmes belé, és csak azért kezd el járni vele, hogy féltékennyé tegye Hermionét. Ron elmondása szerint, ő és Lavender sohasem beszélgetnek semmiről, mert a lányt csak a csókolózás érdekli. Lavender féltékeny lesz Hermionéra, majd később szakít a fiúval, ugyanis amikor Ron, Hermione és Harry (a Láthatatlanná tevő köpeny alá rejtőzve) lejönnek a fiúk szobájából, azt hiszi, hogy Ron és Hermione kettesben voltak fent. Ezek után szakít a fiúval. A Harry Potter és a Halál ereklyéi kötetből kiderült, hogy több iskolatársával együtt a Szükség szobájában rejtőzött el. Később ő is részt vesz a roxforti csatában, és amikor Lavendert kis híján megharapja Fenrir Greyback, a vérfarkas, Hermione megmenti a lányt, de később belehal sérüléseibe.
A Harry Potter és az azkabani fogoly filmadaptációjában Jennifer Smith-t láthattuk Lavender szerepében, ám a hatodik kötet feldolgozásában Jessie Cave alakítja.

### Colin Creevey
Colin egy évvel fiatalabb, mint Harry. Nagy hobbija, hogy mindent, ami érdekes, lefényképez. A Harry Potter és a titkok kamrájában megdermed, ugyanis a baziliszkusz kígyó szemébe nézett a fényképezője keresőjén keresztül. Mivel közvetlenül nem nézett a szemébe, nem halt meg. Nagy rajongója Harrynek,bár azt senki nem tudja, hogy honnan ismeri mivel sárvérű(hiszen a baziliszkusz megtámadta). Kicsikét bolondos alkatú. Mikor mindenki Cedricnek szurkolt, ő akkor is Harry mellett maradt, és mikor mindenki hazugnak hitte Harryt, ő akkor is hitt neki.
A családjából csak az öccsét, Dennist ismerjük, aki két évvel fiatalabb Colinnál. A sorozat 4. részéből megtudjuk, hogy Dennis is a Griffendél-házba kerül.
A Harry Potter és a Halál ereklyéi című (7.) rész végén meghalt mikor Voldemort és csatlósai megtámadták a Roxfortot.

### Seamus Finnigan
Seamus Finnigan Harry egyik évfolyamtársa. Édesanyja boszorkány, amit mugli édesapja csak a házasságkötés után tudott meg. Legjobb barátja Dean Thomas. Mumusa egy sikítószellem.
A Harry Potter és a Tűz Serlege c. kötetben Lavender Brownt hívja el a karácsonyi bálba. Az ötödik kötet elején hazugnak tartja Harryt és Dumbledore-t, és elhiszi a Mágiaügyi Minisztérium és a Reggeli Próféta rágalmait. Azt gondolja, hogy Harry csak feltűnési vágyból mondja azt mindenkinek, hogy Voldemort visszatért. Később azonban rádöbben, hogy tévedett, majd bocsánatot kér Harrytől, és egyúttal ő is csatlakozik Dumbledore Seregéhez. Édesanyja szándéka ellenére, Seamus Dumbledore halála után is az iskolában marad, és részt vesz az elhunyt igazgató temetésén. A Harry Potter és a Halál ereklyéi című kötetben kiderül, hogy a tanév során ellenállt Carrow testvéreknek és a többi halálfalónak, és a Szükség szobájában rejtőzött el több iskolatársával egyetemben. Harry, Ron és Hermione visszatérésekor kitörő örömmel fogadja a három jó barátot. Ő is részt vesz a roxforti csatában. Luna Lovegooddal és Ernie Macmillannal együtt megmentik Harryt, Ron és Hermionét a dementorok támadásától. Ebből a fejezetből kiderül, hogy Seamus patrónusa egy róka. Később Harry megmenti őt és Hannah Abbottot Voldemort átkától.
A filmekben Devon Murray alakítja.

### Cormac McLaggen
Cormac McLaggen egy évvel idősebb Harrynél. Sötétszőke hajú, kék szemű, magas, izmos testalkatú. Első ízben a hatodik kötetben jelenik meg, Fred és George boltjában Hermionét figyeli. Nagybátyja befolyásos ember, sok ismerőse van a minisztériumban, maga miniszter is személyes barátja, valószínűleg ezért lesz Cormac a Lump klub tagja.
Cormac a regényben nem rokonszenves alak, Griffendélesekre jellemző bátorság nála vakmerőségként jelentkezik, ezen felül büszke és arrogáns. Cormac próbál bekerülni a kviddics csapatba is, de Hermione titokban egy varázslattal eltéríti őt, hogy Ronnak biztosítsa a helyet. Cormac akkor debütál a csapatban, amikor Ron a mérgezés miatt nem tud játszani, de nem jár sikerrel: parancsolgat a csapatnak ahelyett, hogy a feladatára összpontosítana, a Griffendél pedig 60-320-ra veszít. Cormac Hermionéval megy a Lump klub karácsonyi partijára, mert Hermione ezzel próbál visszavágni Ronnak. Hermione a partin alig tudja lerázni a fiút, folyton menekül előle.
Freddie Stroma játssza McLaggent a Harry Potter és a Félvér Hercegben.

### Parvati Patil
Parvati Patil Harry évfolyamtársa. Nővére Padma Patil, akit azonban a Hollóhát házba osztottak be. Legjobb barátnője Lavender Brown. Mindketten sokra tartják Trelawney professzort, és minden jóslatát elhiszik, illetve komolyan veszik. Mellékszereplő.
A Harry Potter és a bölcsek köve c. kötetben Parvati megvédi Neville-t, amikor Malfoy ellopja a fiú nefeledd gömbjét. A Harry Potter és a Tűz Serlege c. részben Harry őt hívja el a karácsonyi bálba. Parvati azonban egyáltalán nem élvezi az összejövetelt, mivel a fiú egyáltalán nem figyel rá. A Harry Potter és a Főnix Rendje c. kötetben ikertestvérével egyetemben csatlakozik Dumbledore Seregéhez. Szülei Dumbledore halálát követően – ikertestvérével egyetemben – kiveszik az iskolából, ám később visszatér az iskolába, és részt vesz a roxforti csatában. Parvati megküzd többek között Traversszel és Antonin Dolohovval is.
A Harry Potter és az azkabani fogoly c. regény filmfeldolgozásában Sitara Shah alakítja, következő kettőben azonban Shefali Chowdhury. Érdekesség, hogy míg a harmadik kötetben Parvati mumusa egy múmia, addig a filmben egy óriás kobra.

### Dean Thomas
Legjobb barátja Seamus Finnigan, valamint jó viszonyban van Fred és George Weasleyvel is. Édesanyja mugli származású, édesapja varázsló, aki azonban évekkel ezelőtt elhagyta a családot. Dean sokáig azt gondolta, hogy mugli, mivel édesapja mindvégig titokban tartotta varázsló származását. Akkor döbbentek rá az igazságra, amikor a fiú levelet kapott a Roxfort Boszorkány- és Varázslóképző Szakiskolából. Dean édesanyja később hozzáment egy Thomas vezetéknevű férfihoz, aki sajátjaként nevelte fel a fiút. Dean nagyon szereti a futballt, és hamar megszereti a kviddicset is.
Dean apja nem hagyta el családját, hanem a halálfalók megölték mert nem akart közéjük állni. De ezt sem Dean sem az anyja nem tudta. Dean csókolózott Ginnyvel.
A Harry Potter és a Főnix Rendje c. kötetben csatlakozik Dumbledore Seregéhez, és egyike azoknak, akik hisznek Harrynek és Dumbledore-nak Voldemort visszatérését illetően, ám amikor Harry és Seamus összevesznek emiatt, nem hajlandó állást foglalni. Az év végén randevúzni kezd Ginny Weasleyvel, majd a következő évben egy pár lesznek. Dean ugyanebben a tanévben ideiglenesen bekerül a Griffendél kviddicscsapatába hajtónak, miután Katie Bell egy időre kórházba kerül. Hamarosan szakít Ginnyvel, Harry legnagyobb örömére.
A Harry Potter és a Halál ereklyéi c. kötetben nem tudja bizonyítani a varázsló származását, és együtt bujdosik Ted Tonkssal, Dirkkel és két kobolddal a Mugliivadékokat Ellenőrző Bizottság és a fejvadászok elől. Később azonban a fejvadászok elkapják őket, és a Malfoy kúriában tartják fogva Lunával, Ollivanderrel, Ampókkal, majd Harryvel, Ronnal és Hermionéval. Miután Dobby megjelenik a villában, Harry megkéri a manót, hogy hoppanáljon a három fogollyal, és vigye el őket Bill és Fleur házába, a Kagylólakba. Egy ideig itt lábadozik, majd visszatér az iskolába, és részt vesz a roxforti csatában.
A filmekben Alfred Enoch alakítja.

## Hollóhát

### Cho Chang
Cho Chang a Hollóhát ház kviddicscsapatának egyik játékosa. Legjobb barátja Marietta Edgecombe. Rowling fekete hajú, nagyon csinos lánynak mutatja be őt. Egy évvel idősebb Harry Potternél. Patrónusa egy hattyú. 1979. január 13-án született.
Először a Harry Potter és az azkabani fogoly c. kötetben jelenik meg, a Griffendél-Hollóhát mérkőzésen; ekkor figyel fel rá először Harry Potter, majd a Harry Potter és a Tűz Serlege c. regényben, őt akarja elhívni a karácsonyi bálba, ám a lány elutasítja, mivel korábban már igent mondott Cedric Diggory meghívására. Harry rendkívül féltékeny lesz a kapcsolatukra, mert úgy gondolja, hogy Cho és a fiú vonzódnak egymáshoz. Cho – sokakkal ellentétben – nem visel "Szurkolj Cedric Diggorynak" jelvényt, és mindkét fiúnak drukkol a próbákon. Mélységesen lesújtja Cedric halála, és egyike azoknak, akik hisznek Harrynek és Dumbledore-nak Voldemort visszatérését illetően. Később csatlakozik Dumbledore Seregéhez, annak ellenére, hogy szülei megtiltották, hogy részt vegyen bármilyen minisztériumellenes dologban. Ő azonban mégis jelentkezik, mert bosszút akar állni Voldemorton Cedric haláláért. Cho és Harry az edzések alatt egyre közelebb kerülnek egymáshoz, és a karácsonyi szünet előtti utolsó találkozó után a Szükség Szobájában megcsókolják egymást a fagyöngy alatt . Valentin napon randevúznak először egymással, ám nem alakul ki közöttük szorosabb kapcsolat, ugyanis a lány féltékeny Harry és Hermione barátságára, és ezért csak Cedricről hajlandó beszélni, ami igencsak rosszul esik a fiúnak. Miután Marietta a Veritaserum hatása alatt elárulja a szakkört, és ezért – Hermione rontásának köszönhetően – hatalmas kelések jelennek meg a lány arcán, Cho felháborodását fejezi ki Harrynek, amiért Hermione nem említette meg a jelentkezőknek, hogy rontást tett a feliratkozási listára. A pár ezek után szakít, majd Cho nem sokkal később Michael Cornerrel kezd járni.
A Harry Potter és a Halál ereklyéi c. kötetben Cho visszatér az iskolába, és részt vesz a roxforti csatában. Értékes segítséget nyújt Harrynek Hollóháti Hedvig diadémját (Voldemort egyik horcruxa) illetően, és végig barátságosan viselkedik a fiúval. Nagyon csalódott lesz, amiért – Ginny javaslatára – Harry Lunával megy fel a Hollóhát toronyba, hogy megnézze, hogy néz ki az a bizonyos fejdísz.
Rowling nyilatkozata szerint, Cho később feleségül ment egy mugli származású férfihoz.
Cho a Tűz Serlege és a Főnix Rendje filmváltozataiban jelenik meg, szerepét Katie Leung skót színésznő játssza. Érdekesség, hogy az ötödik kötet feldolgozásában nem Marietta, hanem Cho árulja el a szakkört.

### Padma Patil
Padma Patil Harry egyik évfolyamtársa. Ikertestvére Parvati Patil, akit azonban a Griffendél házba osztottak be. Mellékszereplő.
Padma neve először a Harry Potter és a bölcsek köve c. kötetben merül fel a szokásos év eleji beosztási ceremónia kapcsán, ám a negyedik részig ő maga nem tűnik fel a történetben. A Harry Potter és a Tűz Serlege c. részben Ron Weasley párja lesz a karácsonyi bálon, noha Harry kérte erre a szívességre. Padma egyáltalán nem élvezte az összejövetelt, mivel Ron egyáltalán nem törődött vele. Padmát ötödéves korában prefektusnak nevezik ki, és ugyanebben az évben csatlakozik Dumbledore Seregéhez. Szülei Dumbledore halálát követően – ikertestvérével egyetemben – kiveszik az iskolából, ám Padma később visszatér az iskolába, és részt vesz a roxforti csatában.
A padma szó szanszkrit nyelven lótuszvirágot jelent, mely a tisztaságot és az ártatlanságot szimbolizálja.
A filmekben Afshan Azad alakítja. Érdekesség, hogy a filmfeldolgozásokban Padma is a Griffendél házba tartozik.

## Hugrabug

### Cedric Diggory
Cedric Diggory prefektus; a Hugrabug kviddicscsapatának csapatkapitánya és a fogója. Két évvel idősebb Harrynél. Aranyvérű származású. Édesapja, Amos Diggory a Mágiaügyi Minisztériumban dolgozik, és jóban van Arthur Weasleyvel.
Első ízben a 3. kötetben jelent meg, ahol a Hugrabug–Griffendél kviddicsmeccsen szerénységről és fair playről tett tanúbizonyságot: miután Harry a dementorok miatt leesik a seprűről és Cedric elkapja a cikeszt, azt kéri, hogy semmisítsék meg az eredményt, és játsszák újra a mérkőzést.
A 4. kötetben a Roxfort bajnokaként Harry Potterrel együtt részt vett a Trimágus tusán. Amikor Draco Malfoy Harryt gúnyoló és Cedricet biztató kitűzőket készít, Cedric próbálja lebeszélni a hugrabugosokat a kitűzők viseléséről. Az első próba során egy kőből kutyát varázsol, hogy elterelje a sárkány figyelmét, de a sárkánytojás megszerzése közben égési sebeket szenved. Az iskolai bálba Cho Changot viszi magával, ami elkedvetleníti Harryt. Mivel az első próba előtt Harry segített neki, viszonzásképpen a második próbánál Cedric megmutatja Harrynek a prefektusok fürdőjét, ahol megfejtheti a második próba titkát. A második próbán második helyet ér el, de egy perccel túllépi az egyórás határidőt. A harmadik próbán Harry kétszer megmenti Cedricet. Elérve a Trimágus Kupát, Cedric nem akarja elvenni Harry nélkül, így egyszerre ragadják meg. A kupa zsupszkulcsnak bizonyul, ezért mindketten a Little Hangleton-i temetőbe kerülnek, ahol Voldemort és Peter Pettigrew már várnak rájuk. Peter Pettigrew (Féregfark) Voldemort utasítására megöli Cedricet. Harry és Voldemort párbaja közben a priori incantatem hatására Cedric szelleme megjelenik, és arra kéri Harryt, hogy vigye vissza holttestét a szüleinek.
Noha a Mágiaügyi Minisztérium igyekezett eltussolni az eseményeket, Dumbledore felfedte Cedric halálának okát a búcsúvacsorán, és szép szavakkal emlékezett meg róla.
A Harry Potter és a Tűz Serlege című filmben Robert Pattinson játszotta Cedric Diggory szerepét.

### Hannah Abbott
Hannah Abbott Harry egyik évfolyamtársa. A cselekményben dramaturgiailag nincs sok szerepe, és legtöbbször csak egy-egy mondatban említi meg Rowling. Legjobb barátja Ernie Macmillan.
Elsőként a Harry Potter és a bölcsek köve c. kötetben tűnik fel; ő az első gólya, akit a Teszlek Süveg beoszt egy házba. A Harry Potter és a Titkok Kamrája c. részben hitetlenkedve fogadja Ernie Macmillan azon elméletét, miszerint Harry lenne Mardekár utódja. A Harry Potter és az azkabani fogoly c. regényben azt mondja, hogy szerinte Sirius Black virágzó bokor képében jutott be az iskolába; habár az elmélet elsőre meglehetősen hihetetlennek tűnik, mégis volt benne némi igazság. A negyedik rész során "Szurkolj Cedric Diggorynak" jelvényt viselt, kifejezve ezzel háztársa iránti hűségét, habár továbbra is jó viszonyban marad Harryvel, Ronnal és Hermionéval. Hannah-t ötödéves korában prefektusnak nevezik ki, és ugyanebben az évben csatlakozik Dumbledore Seregéhez. A vizsgák miatt rendkívül feszült volt, és azt hangoztatta, hogy minden tantárgyból meg fog bukni.
A Harry Potter és a Félvér Herceg c. kötetben Hannah elhagyja a Roxfortot, miután megtudja, hogy édesanyját meggyilkolták a halálfalók. Az utolsó részben azonban visszatér az iskolába, és részt vesz a roxforti csatában. Hannah az iskola után a Foltozott üst tulajdonosnője, valamint Neville felesége lesz.
Hannah a filmes adaptációkban mindössze kétszer szerepel; a másodikban és a negyedikben. A Titkok kamrája c. feldolgozásban kitörölték azt a jelenetet, amelyben Ernie-vel arról beszélnek, hogy Harry-e Mardekár utódja. A Tűz Serlegének feldolgozásában Hannah olyan jelenetben szerepel, amely a könyvben nincsen benne, és jelleméhez képest másképp is viselkedik. Érdekesség, hogy a Főnix Rendjének feldolgozásában egyáltalán nem szerepel, noha ebben a részben volt a legtöbb szerepe. Rowling kezdetben azt állította, hogy Hannah mugli születésű, ám később már azt mondta, hogy aranyvérű; a mostani álláspontja szerint Hannah félvér.
A második varázslóháború után hozzáment Neville Longbottomhoz. Hannah a Foltozott üst új tulajdonosa.
A filmekben Charlotte Skeoch alakítja.

### Ernie Macmillan
Ernie Macmillan Harry egyik évfolyamtársa. Mellékszereplő. Legjobb barátja Hannah Abbott.
Elsőként a Harry Potter és a Titkok Kamrája c. kötetben tűnik fel, amelyben megtudjuk, hogy aranyvérű családból származik. Azt gondolja, hogy Harry Potter Mardekár utódja, mivel a többiekkel egyetemben azt tévesen azt hitte, hogy Harry ráuszította a kígyót Justin Finch-Fletchleyre a párbajszakkörön. Emellett szerinte a "becsületes mágusokra" nem jellemző, hogy beszélik a kígyók nyelvét. Ezt az elméletét megosztja néhány hugrabugos diákkal is, köztük legjobb barátjával, Hannah Abbottal is, aki azonban hitetlenkedve fogadja a fiú különös feltevését. A fiú gyanúja azonban beigazolódni látszik, amikor Harry Justin után érdeklődik, majd nem sokkal később kővé dermedve találnak rá a folyosón. Amikor azonban Harry legjobb barátját, Hermionét is merénylet éri, rájön arra, hogy hibázott, és bocsánatot kér a fiútól.
A Harry Potter és a Tűz Serlege c. kötetben Ernie "Szurkolj Cedric Diggorynak" jelvényt viselt, kifejezve ezzel háztársa iránti hűségét. Sok más diákkal egyetemben nem támogatta Harryt, mert azt gondolta, hogy a fiú csalással akart dicsőséget kivívni magának, ám az Első Próba lezajlása után megváltozik a véleménye. Ernie-t ötödéves korában prefektusnak nevezik, és ugyanebben az évben csatlakozik Dumbledore Seregéhez. Egyike volt azoknak, akik hittek Harrynek és Dumbledore-nak Voldemort visszatérését illetően. Keményen tanult a vizsgáira, gyakran napi 8-10 órát is, és a többiektől is folyton a tanulási idejükről és szokásaikról érdeklődött.
A Harry Potter és a Halál ereklyéi c. részben Ernie részt vesz a roxforti csatában. Luna Lovegooddal és Seamus Finnigannel együtt megmentik Harryt, Ront és Hermionét egy csapatnyi dementorok támadásától. Ebből a fejezetből kiderül, hogy Ernie patrónusa egy vadkan.
Ernie a filmes adaptációkban mindössze kétszer szerepel; a másodikban és a negyedikben.
A Titkok kamrája c. feldolgozásban kitörölték azt a jelenetet, amelyben Ernie elmondja, hogy szerinte Harry Mardekár utódja. A Tűz Serlegének feldolgozásában Ernie olyan jelenetben szerepel, amely a könyvben nincsen benne, és jelleméhez képest másképp is viselkedik. Érdekesség, hogy a Főnix Rendjének feldolgozásában egyáltalán nem szerepel, noha ebben a részben volt a legtöbb szerepe.
A filmekben Louis Doyle alakítja.

## Mardekár

### Vincent Crak és Gregory Monstro
Vincent Crak és Gregory Monstro (az eredetiben Vincent Crabbe és Gregory Goyle) Draco Malfoy hűséges csatlósai és testőrei. Személyiségük igen hasonló: ostobák, erőszakosak és tehetségtelenek. Szüleik Voldemortot szolgálják, halálfalók. A második részben Harry százfűlé-főzet segítségével Monstro, Ron pedig Crak alakját ölti fel, hogy megtudjanak egy titkot Dracotól. Az ötödik részben ők is belépnek a Főinspektori Különítménybe.
Az utolsó részben Crak megpróbálja megölni Harryéket egy Táltostűz nevű varázslattal, de magát (és az egyik horcruxot) pusztítja el vele. Monstro megmenekül.

### Pansy Parkinson
Mellékszereplő, Rowling csinos lánynak írja le. Mugliivadék-ellenes, jóban van Draco Malfoyjal. Előszeretettel gúnyolja Hermionét. A Harry Potter és a Tűz Serlege c. könyvben nyilatkozik Rita Vitrolnak, hogy lejárassa Hermionét. A Harry Potter és a Halál ereklyéi c. részben mikor Voldemort (először) felszólítja  a Roxfortban lévőket, hogy adják ki Pottert,  ő akarja hogy tényleg tegyék meg. 
|  | Itt a vége a cselekmény részletezésének! |